# جون ساذرلاند (سياسي)
جون ساذرلاند هو فلاح وسياسي كندي، ولد في 23 ديسمبر 1837، وتوفي في 31 مايو 1922.